# Ольха (Брестский район)
Ольха́ (бел. Альха) — хутор в Брестском районе Брестской области Белоруссии, в 32 км по автодорогам к югу от центра Бреста. Входит в состав Знаменского сельсовета. Население — 22 человека (2019 год). Возник в послевоенное советское время.